# Джунецери
Джунецери (груз. ჯუნეწერი) — село в Грузии, на территории Ланчхутского муниципалитета края (мхаре) Гурия.

## География
Село находится в западной части Грузии, на левом берегу реки Орагвисгеле (левый приток Пичори), на расстоянии приблизительно 1 километра (по прямой) к западу от города Ланчхути, административного центра муниципалитета. Абсолютная высота — 80 метров над уровнем моря.

## Население
По результатам официальной переписи населения 2014 года, в Джунецери проживал 351 человек (162 мужчины и 189 женщин). В национальной структуре населения грузины составляли 99,7 %, армяне — 0,3 %.
| Год  | Население, человек |
| ---- | ------------------ |
| 2002 | 559                |
| 2014 | ↘ 351              |